# International Association of Bryologists
De International Association of Bryologists (IAB) is een internationale organisatie van deskundigen op het gebied van mossen. De IAB werd opgericht in 1969 in Seattle.
De doelstelling van de organisatie is het bevorderen van de internationale samenwerking en communicatie tussen bryologen, zowel amateurs als professionals. Dit wordt bereikt door middel van sponsoring en organisatie van bijeenkomsten en symposia die verband houden met de verschillende aspecten van de bryologie, en door het IAB gesponsorde publicaties, waaronder The Times Bryological. De vereniging ondersteunt ook de publicatie van tijdschriften, lijsten, software en compendia.